# Compuesto espiro
 En química, un compuesto espiro es un compuesto orgánico bicíclico con anillos conectados a través de sólo un átomo. Los anillos pueden ser de diferente naturaleza. El átomo que sirve de conexión es denominado también el espiroátomo, más frecuentemente un carbono cuaternario ("carbono espiro"). Todos los compuestos espiro tienen el infijo espiro, seguido por corchetes [], los que contienen el número de átomos en el anillo más pequeño, y el número de átomo en el anillo más grande, excluyendo al espiroátomo. Por ejemplo, el compuesto A es denominado 1-bromo-3-clorospiro[4.5]decan-7-ol y el compuesto B es denominado 1-bromo-3-clorospiro[3.6]decan-7-ol. El compuesto espiro que consiste de un anillo de ciclohexano y un anillo de ciclopentano se denomina espiro[4.5]decano. Esta nomenclatura fue propuesta por Adolf von Baeyer en 1900.
Un ejemplo de compuesto espiro con un nombre trivial es el espiropentadieno.

## Compuestos poliespiro

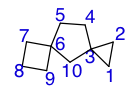
Numerado incorrecto del diespiro[2.1.3^{5}.2^{3}]decano

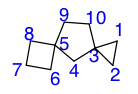
Numerado correcto

Si hay dos o más espiroátomos en un compuesto (un compuesto poliespiro), se usan los prefijos di-, tri-, tetra-, etc. para representar el número de espiroátomos. La numeración de un compuesto poliespiro empieza de un anillo que contiene sólo un espiroátomo (por ejemplo, un anillo terminal), empezando en el átomo del anillo más cercano al espiroátomo, y terminando en el espiroátomo.
El compuesto es numerado de tal forma que los números de los espiroátomos sean los más bajos posibles. Por ejemplo, si los números de los espiroátomos son 3 y 5 para una numeración, y 3 y 6 para otra forma de numeración, se prefiere 3 y 5; el primer número de espiroátomo para cada par es el mismo, pero el segundo número, 5 es preferido:)

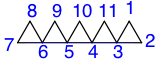
Tetraespiro[2.0.0.0.2^{6}.1^{5}.1^{4}.1^{3}]undecano

## Quiralidad
Algunos compuestos espiro exhiben quiralidad axial. Los espiroátomos pueden ser centros de quiralidad incluso cuando carezcan de los cuatro sustituyentes normalmente diferentes observados en la quiralidad. Cuando dos anillos son idéntico, la prioirdad está determinada por una ligera modificación del sistema CIP, asignando una mayor prioridad a una extensión del anillo, y una menor prioridad a una menor extensión en el otro anillo. Cuando los anillos son disimilares, se aplican las reglas normales.
Las formas espiro de las lactonas y oxazinas son usadas frecuentemente como leucopigmentos, mostrando frecuentemente cromismo - cambio reversible entre la forma coloreada e incolora.